# Cueva del Risco del Tajo Gordo
La cueva del Risco del Tajo Gordo es un abrigo con representaciones rupestres localizado en el término municipal de Jimena de la Frontera, provincia de Cádiz (España). Pertenece al conjunto de yacimientos rupestres denominado Arte sureño, muy relacionado con el arte rupestre del arco mediterráneo de la península ibérica.

## Descubrimiento
Esta cueva fue descubierta por el arqueólogo francés Henri Breuil y publicada por primera vez en 1929 en su obra Rock paintings of Southern Andalusia. A Description of a neolithic and copper age Art Group. 

## Estructura
Se encuentra situada en el Valle del río Hozgarganta y era utilizado hasta tiempos recientes como corral de cabras. En esta cueva, de grandes dimensiones, aparecen varios grupos de pinturas a base de puntos en dos lugares muy delimitados. En la pared a media altura aparecen junto a varios antropomorfos muy poco visibles debido a que la pared ha sido lavada. Varios metros sobre este panel aparece también otro grupo de puntos y líneas horizontales y restos muy degradados de figuras humanas.